# Reactor de membrana airejada de pel·lícula biològica
Un reactor de membrana airejada de pel·lícula biològica (en anglès, Membrane Aireated Biofilm Reactor, MABR) és un procés que s'utilitza com una tecnologia emergent per al tractament d'aigües residuals municipals i industrials). La seva membrana, que actua com a font d’aire de difusió i no com a filtre,  permet dur a terme la nitrificació i desnitrificació alhora en un mateix reactor.
En el cas de les aigües residuals, la capa interna del biofilm propera a la superfície de la membrana està habitada pels bacteris que duen a terme la nitrificació, els quals requereixen d’un gran consum d’oxigen pel seu creixement. Per altra banda, el bacteris més allunyats de la pel·lícula biològica són els que dient a terme la desnitrificació, els quals creixen en un ambient anòxic, a més a més es troben els bacteris heterotròfics que utilitzen el carbó orgànic per créixer i desenvolupar-se.
Aquest tractament té com avantatge respecte el procés de fangs activats:
1. La bona eficiència de tractament, amb una eliminació alta de nutrients a menors temperatures
2. Un baix consum energètic, a causa de l’alta transferència d’oxigen per les membranes
3. Reducció d’espai, conseqüència de la nitrificació o desnitrificació simultània en un mateix reactor
4. Fàcilment adaptables a les diferents necessitats de tractament, degut a que són modulars i escalables
5. No hi ha producció de contaminants secundaris, gràcies a la depuració d’aire, així doncs l'impacte al medi ambient es significativament menor

## Principis d'operació
Els principis dels MABR giren entorn la creació d’un entorn on els microorganismes puguin descompondre els contaminants de les aigües residuals mitjançant un biofilm, proporcionant un subministrament constant d’oxigen al biofilm a través d’una membrana permeable.
Els principis clau dels MABR són:

### Formació de biofilm
Els MABR utilitzen biofilm (capa fina de microorganismes que s'adhereixen a una superfície, per tractar les aigües residuals). El biofilm es forma a la superfície d'una membrana permeable, que es submergit a les aigües residuals. El microorganisme del biofilm consumeix la matèria orgànica i els nutrients presents a les aigües residuals. A mesura que creixen i es multipliquen, formen una capa densa que cobreix la superfície de la membrana.
El biofilm realitza diverses funcions importants en el procés MABR. En primer lloc, proporciona una gran superfície a la qual s'adhereix al microorganisme, cosa que augmenta la seva capacitat per consumir matèria orgànica i nutrients. En segon lloc, el biofilm protegeix el microorganisme de les fluctuacions de les condicions ambientals, com ara els canvis de temperatura o pH. Finalment, el biofilm ajuda a mantenir un rendiment de tractament estable i coherent al llarg del temps.

### Transferència d'oxigen
Les membranes utilitzades en els MABR estan dissenyades per ser permeables a l'oxigen, és a dir, permeten el pas d'oxigen alhora que bloquegen altres substàncies com ara bacteris i matèria orgànica. A mesura que les aigües residuals flueixen per la superfície de la membrana, l'oxigen de l'aire de l'altra banda de la membrana es difon a través dels micro-porus i cap a les aigües residuals.
Els microorganismes del biofilm utilitzen l'oxigen de les aigües residuals per descompondre la matèria orgànica i els nutrients. Aquest procés es coneix com a digestió aeròbica i és un pas essencial en el tractament de les aigües residuals.
L’ús de membranes permeables a l'oxigen permet als MABR aconseguir alts nivells d'eficiència de transferència d'oxigen, que al seu torn condueixen a un tractament més eficaç de les aigües residuals. En general, la transferència d'oxigen a través dels micro-porus de la membrana és un principi crític dels MABR que permet als microorganismes del biofilm tractar eficaçment les aigües residuals.

### Aeració
L’aeració es proporciona al sistema MABR a través de la membrana permeable al gas. Això garanteix que el biofilm rebi un subministrament constant d'oxigen per mantenir el procés de tractament.

### Producció de fangs
Com que els microorganismes del biofilm consumeixen els contaminants de les aigües residuals, produeixen un fang que es pot eliminar periòdicament del sistema MABR.

### Filtració per membrana
A més de proporcionar una superfície per al creixement del biofilm, la membrana permeable al gas també actua com a filtre per evitar que el biofilm s'escapi del sistema MABR.
Això fa que els MABR siguin una tecnologia de tractament d'aigües residuals eficient i sostenible.

## Factors d'influència
Hi ha diferents factors que poden afectar el rendiment del MABR, entre ells els següents:
pH
Alguns estudis han demostrat que el pH té un impacte significatiu en el rendiment de MABR en la nitrificació i desnitrificació i l'eliminació de nitrogen. Aquest efecte ve donat pel rang òptim en el que cada tipus de bactèria es troba per a potenciar el seu creixement.
TEMPERATURA
El rendiment de tots els processos de tractament biològic es veu afectat per la reducció de la temperatura. Estudis anteriors han demostrat que la temperatura afecta molt l'estructura del biofilm i la comunitat microbiana del sistema MABR.
GRUIX DEL BIOFILM
El biofilm té un paper important en el sistema MABR i el gruix és un indicador típic del rendiment del sistema. L'oxigen i els substrats del permeat es transfereixen dins del biofilm alhora, i el procés es veu afectat per diferents gruixos. L'oxigen penetraria a través del biofilm més prim i afectaria el procés de desnitrificació.
TEMPS DE RETENCIÓ HIDRÀULICA (HRT)
L'HRT és un paràmetre important en el disseny del procés MABR, que està relacionat amb molts factors com ara el volum del reactor, l'eficiència del tractament, la inversió i el cost operatiu. En un determinat sistema MABR, una HRT més baixa significa una major eficiència del tractament i un menor cost operatiu. Tanmateix, una HRT més alta podria millorar l'eficiència d'eliminació de substàncies, però augmentar el cost operatiu i reduir l'eficiència del tractament de tot el sistema, pel que s’ha de trobar l’equilibri òptim entre els paràmetres a tenir en compte.

## Configuracions
TIPUS DE MEMBRANA
Reactors de Membrana Airejada de pel·lícula Biològica es poden dividir en 2 configuracions segons el tipus de membrana empleat:
- Membrana de làmina plana

En aquest tipus de configuració de làmina plana, la membrana permeable es troba submergida dins de l’aigua residual a tractar i és a la superfície d’aquesta on es forma el biofilm. L’aeració característica d’aquest tipus de reactor es subministra des de la membrana cap al biofilm i finalment l’aigua tractada es recull per la part inferior del tanc.
- Membrana de fibra buida

En aquest segon tipus de configuració, les fibres s’ajunten i s’instal·len a l’interior del tanc deixant un dels extrems obert a l’aigua a tractar i l’altre extrem obert a l’atmosfera. En aquest cas, el biofilm es forma a la superfície de les fibres, l’aeració es subministra de les fibres cap al biofilm i finalment l’aigua obtinguda es recull de l’interior de les fibres buides.
Aquestes dues configuracions es poden utilitzar per tractar aigües residuals llavors l’elecció d’una o una altra es fa tenint en compte les característiques de l’aigua a tractar o segons quin sigui l’objectiu a assolir amb el tractament.
TIPUS DE SUMINISTRAMENT D’AIRE
Un altre classificació dels Reactors de Membrana Airejada de pel·lícula Biològica es segons el tipus de subministrament d’aire que es seleccioni.
- Mòdul de membrana sense sortida

En aquest tipus de configuració, el mòdul de membrana buida està fixat dins del reactor, es té una entrada de gas i aquest gas penetra des de la superfície de la membrana tubular.
Una de les avantatges que te la utilització d’aquest mètode es que es redueixen les pèrdues de gas llavors es pot utilitzar gasos que siguin més cars però, per contra, te dos inconvenients que s’han de considerar. Per utilitzar aquest tipus de reactor s’ha de determinar quina es la pressió idònia pel material utilitzat atès que, si la pressió de subministrament de gas es molt elevada, es produirà difusió inversa de gas a la cavitat de membrana i, en canvi, si aquesta pressió es massa reduïda, el subministrament de gas serà insuficient.
- Mòdul de membrana de flux creuat

Pel que fa aquest tipus de configuració, aquí el gas té una cavitat de sortida a l’altre costat, és a dir, el gas s’introdueix per un costat i penetra la superfície de la membrana i el restant surt per l’altre costat. La pressió de l’aire a la superfície del material de la membrana es estable i, per tant, no es produirà difusió inversa com a l’altre cas, però com a inconvenient, la taxa d’utilització del gas amb aquest mode es baixa i es més adequat utilitzar com a font de gas l’aire.

## Operació
El funcionament bàsic dels reactors de Membrana Airejada de pel·lícula Biològica es pot explicar mitjançant els següents passos:
1. L’aigua residual a tractar s’introdueix dins del sistema.
2. El mòdul de membrana es submergeix dins d’aquesta aigua.
3. Es produeix la transferència d’oxigen des de la membrana fins al biofilm i els microorganismes descomponen els contaminants presents a l’aigua a tractar.
4. Producció de fang degut a la eliminació dels contaminants per part dels microorganismes.
5. Es recull l’aigua residual tractada.

## Avantatges i Desavantatges
Els MABR (reactors de biofilm airejat de membrana) tenen diversos avantatges i desavantatges que s'han de tenir en compte a l'hora d'avaluar aquesta tecnologia de tractament d'aigües residuals.
AVANTATGES
- Eficiència energètica: els MABR requereixen menys energia en comparació amb les tecnologies tradicionals de tractament d'aigües residuals. Poden funcionar amb taxes de subministrament d'aire més baixes a causa de l'alta taxa de transferència d'oxigen de les membranes.
- Baixa petjada de carboni: els MABR tenen una empremta més petita que les tecnologies tradicionals de tractament d'aigües residuals perquè poden tractar aigües residuals en una àrea més petita, cosa que pot ser important per a sistemes descentralitzats o zones amb espai limitat.
- Baixa producció de fangs: els MABR produeixen menys fangs en comparació amb les tecnologies tradicionals, cosa que pot comportar uns costos més baixos per al tractament i eliminació de fangs.
- Alta eficiència de tractament: els MABR tenen una alta eficiència i poden eliminar una àmplia gamma de contaminants, incloent matèria orgànica, nutrients i patògens, de les aigües residuals.
- Reutilització de l'aigua: els MABR poden produir aigua tractada d'alta qualitat que es pot reutilitzar per a diversos propòsits, com ara reg, processos industrials o fins i tot aigua potable.
- Flexibilitat: els MABR es poden utilitzar per tractar diversos tipus d'aigües residuals, incloses les aigües residuals municipals i industrials, així com es poden utilitzar per a la recuperació de recursos i la reutilització de l'aigua. La seva instal·lació per mòduls fa que sigui fàcilment adaptable a les necessitats de les diverses aplicacions.
- Baix manteniment: a causa del seu disseny senzill i la formació de biofilm sobre membranes semipermeables, requereix un manteniment reduït en comparació amb altres sistemes de tractament d'aigües residuals.

DESAVANTATGES
- Cost de capital elevat: el cost de capital inicial dels sistemes MABR pot ser superior al de les tecnologies tradicionals de tractament d'aigües residuals.
- Incrustacions de la membrana: els MABR són propensos a incrustacions (fouling) de la membrana, cosa que pot reduir l'eficiència del tractament i requereix un manteniment més freqüent.
- Aplicabilitat limitada: els MABR poden no ser adequats per a totes les aplicacions de tractament d'aigües residuals, com ara aquelles amb alts nivells de sal o metalls pesants.
- Recerca limitada: els MABR són una tecnologia relativament nova i hi ha poca investigació disponible sobre el seu rendiment i eficàcia a llarg termini encara que és un camp d’investigació actiu.
- Complexitat tècnica: els MABR són tècnicament més complexos que les tecnologies tradicionals de tractament d'aigües, i requereixen personal qualificat per al seu funcionament i manteniment.

## Aplicació del reactor de membrana airejada de pel·lícula biològica
El MABR té una amplia aplicació a causa de l’eliminació dels diferents tipus de contaminants refractaris. Per una banda, és una tecnologia que permet tractar les aigües subterrànies i superficials. Però destaca, per l'eliminació de contaminants de les aigües residuals industrials, com:
1. Biodegradació de Acid Orange 7[11]
2. Eliminació de percloroetilè[12]
3. Eliminació d’acetonitril[13]
4. Tractament de les lixiviacions dels abocadors[1]
5. Tractament de les aigües residuals dels purins[14]
6. Tractament de matèria orgànica i salinitat[15]
7. Eliminació de contaminats d’hospitals i farmacèutiques[16]
8. Eliminació de formaldehids[2]
9. Eliminació de matèria orgànics i nitrogen[17]
10. Eliminació simultània de metà i nitrogen[18]